# قطعنامه ۱۷۴۴ شورای امنیت

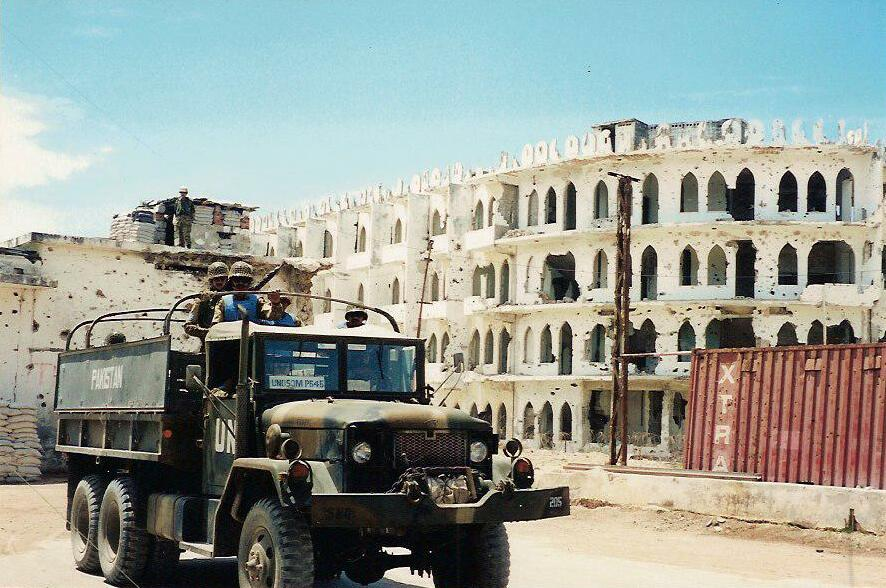
قطعنامه ۱۷۴۴ شورای امنیت

قطعنامه ۱۷۴۴ شورای امنیت سازمان ملل متحد که در تاریخ ۲۱ فوریه ۲۰۰۷ تصویب شد، سندی بین‌المللی دربارهٔ بررسی وضعیت در سومالی است. این قطعنامه طی نشست ۵۶۳۳ام با ۱۵ رای موافق، ۰ مخالف و ۰ ممتنع تصویب شد.